# Love knot 〜愛の絆〜
「Love knot 〜愛の絆〜」（ラブ・ノット 〜あいのきずな〜）は、小柳ゆきの16枚目のシングル。2004年1月28日発売。発売元はワーナーミュージック・ジャパン。

## 解説
シングルとしては「恋のフーガ/会いたい」より約5ヶ月振りとなる。
ベスト・アルバム『MY ALL <YUKI KOYANAGI SINGLES 1999-2003>』との同時発売となっている。

## 収録曲
1. Love knot 〜愛の絆〜
作詞：小柳ゆき/作曲：原一博
2. 愛はかげろうのように-日本語バージョン-
3. 愛はかげろうのように
4. Love knot 〜愛の絆〜-Instrumental-
5. 愛はかげろうのように-Instrumental-

## 収録アルバム
Love knot 〜愛の絆〜
- 『i'll be Travelin' Home』

愛はかげろうのように
- 『Type』